# Bolborhynchus
Bolborhynchus é um género de papagaio da família Psittacidae.
Este género contém as seguintes espécies:
- Periquito-tolima, Bolborhynchus ferrugineifrons
- Periquito-catarina, Bolborhynchus lineola
- Periquito-andino, Bolborhynchus orbygnesius

https://avibase.bsc-eoc.org/species.jsp?lang=PT&avibaseid=2706D697594EC20F
https://avibase.bsc-eoc.org/species.jsp?lang=PT&avibaseid=0AD535893198E3D2
https://avibase.bsc-eoc.org/species.jsp?lang=PT&avibaseid=145BB516DA14AA7B